# Norra Samar

Norra Samars läge i Filippinerna

Norra Samar är en provins i Filippinerna. Den är belägen på ön Samar i regionen Östra Visayas och har 578 000 invånare (2006) på en yta av 3 498 km². Administrativ huvudort är Catarman.
Provinsen är indelad i 24 kommuner.